# S/S Andreas

S/S Andreas är en funktionsduglig koleldad bogserbåt som är museifartyg i Berlin. Hon är Tysklands största fartyg av sitt slag.  
Fartygsskrovet byggdes år 1944 på skeppsvarvet Ewald Berninghaus i Duisburg i Tyskland. Eftersom den dieselmotor som hon skulle ha utrustas med hade förstörts under ett bombangrepp år 1945 så fick hon istället en begagnad trecylindrig kompoundångmaskin med 300 hästkrafter.
Andreas levererades till beställaren, W&W Bittkow, år 1949 och tjänstgjorde på floderna Elbe, Saale, Havel och Oder till 1970. Därefter ankrades hon upp i Rummelsburger See i Berlin där hennes ångpanna användes för att värma upp företaget Elektro-Apparate-Werke Berlin-Treptows
kontorsbyggnader. I september 1991 övertogs hon av föreningen Berlin-Brandenburgische Schiffahrtsgesellschaft e.V. som lät restaurera henne till funktionsdugligt skick. Hon ligger förtöjd i museihamnen i Berlin och seglar rundturer om sommaren. Skorstenen är fällbar så hon kan passera låga broar.
Andreas upptogs i Guinness rekordbok med Berlins längsta pråmsläp när hon bogserade tio pråmar runt staden.